# Castelo de Cuéllar
O Castelo de Cuéllar ou Castelo dos Duques de Alburquerque é o monumento mais emblemático da vila de Cuéllar, província de Segóvia, comunidade autónoma de Castela e Leão, Espanha. É considerado Bem de Interesse Cultural desde 3 de Junho de 1931.
Encontra-se em bom estado de conservação, e é composto por uma mistura de diferentes estilos arquitectónicos, que vão desde o século XIII ao XVIII, ainda que predomine o gótico e o renascentista. Trata-se de uma edifício militar que a partir do século XVI foi submetido a obras de ampliação e transformação, convertendo-se num sumptuoso palácio, propriedade do Ducado de Alburquerque. Nas suas diferentes etapas de construção, trabalharam mestres como Juan Guas, Hanequin de Bruxelas e o seu filho Hanequin de Cuéllar, Juan e Rodrigo Gil de Hontañón, bem como Juan Gil de Hontañón "o moço", ou Juan de Álava, entre outros.
Entre os seus antigos proprietários, destacam-se D. Álvaro de Lua e Beltrán da Gruta, bem como os sucessivos duques de Alburquerque. Os seus hóspedes mais ilustres foram os reis de Castela, como João I de Castela e sua esposa a rainha Leonor, que nele faleceu, ou Maria de Molina, que se refugiou neste castelo quando era recusada pelo seu reino. Também se destacam as figuras do pintor Francisco Javier Parcerisa, o escritor José de Espronceda, o general Joseph Léopold Sigisbert Hugo ou Arthur Wellesley, duque de Wellington, que esteve aquartelado no castelo com uma guarnição do seu seu exército durante a Guerra da Independência Espanhola.
Foi residência habitual dos duques de Alburquerque durante séculos, até que se mudaram para a Corte em Madrid, convertendo-o em palácio de lazer e férias, afastando-se, assim, lentamente, do edifício, facto que se acentua ainda mais quando a linha primogénita do ducado chegou ao fim, e a titularidade passou para a família Osorio, descendentes de Ambrosio Spinola, marquês dos Balbases. No final do século XIX, o edifício encontrava-se praticamente abandonado, e foi vítima de pilhagens. Em 1938, o edifício passou a ser uma prisão para presos políticos e, depois, um sanatório para presos tuberculosos, retomando mais tarde a sua utilização como prisão que funcionou até 1966.
Em 1972, a Direcção Geral de Belas Artes interveio, levando a cabo uma intensiva restauração, para instaurar nele um centro de Formação Profissional que, depois das novas legislações de Educação, se converte em instituto de Educação Secundária Obrigatória, actividade para a que é utilizado actualmente, entre outras.

### Principal
- MONDÉJAR MANZANARES, Mª Rosario (2007). Apuntes para la interpretaciòn de un castillo: el castillo de Cuéllar. Segovia: [s.n.] ISBN 978-84-612-1200-2
- VELASCO BAYÓN (O. CARM), Balbino (1996). Historia de Cuéllar Cuarta edición ed. Segovia: [s.n.] ISBN 84-500-4620-3

### Adicional
- MONTERO PADILLA, José: Espronceda en Cuéllar, Estúdios segovianos (Instituto Diego de Colmenares del Consejo Superior de Investigaciones Científicas), Segovia, 1973, Tomo XXV, nº 74-75.
- GÓMEZ SANTOS, Antonio: Cárceles famosas y Prisioneros célebres en la Segovia de los siglos XVI, XVII, XVIII y XIX, Estúdios segovianos (Instituto Diego de Colmenares del Consejo Superior de Investigaciones Científicas), Segovia, 1973, Tomo XXV, nº 74-75.
- FERNÁNDEZ DURO, Cesáreo: Don Francisco Fernández de la Cueva, Duque de Alburquerque. Informe presentado a la Real Academia de la Historia, Madrid, 1884.
- PONZ, Antonio: Viage de España..., Tomo XI, Madrid, 1783.
- VELASCO BAYÓN (O. CARM), Balbino: Pueblos de España - Segovia - Cuéllar, Madrid, 2008. ISBN 978-84-935685-4-2.
- UBIETO ARTETA, Antonio: Colección Diplomática de Cuéllar, Exma. Diputación Provincial de Segovia, Segovia, 1961.
- LARIOS MARTÍN, Jesús: Nobiliario de Segovia, Instituto Diego de Colmenares (Consejo Superior de Investigaciones Científicas), Tomo I, Segovia, 1959.
- CARMONA PIDAL, Juan Antonio: Pervivencias y estancamiento de una fortuna aristocrática en la Restauración. La Casa de Alcañices (1869-1909) , Revista Espacio, Tiempo y Forma, Serie V: Historia Contemporánea, vol. 3.
- ARRANZ, Carlos; CARRICAJO, Carlos y FRAILE, Ángel: Cuéllar: un molino de viento en la época de los Reyes Católicos, Revista de Folklore (Fundación Joaquín Díaz), vol. 14b, nº 166.